# 莫小莎
莫小莎（1958年—），广西贵港人，壮族，中华人民共和国政治人物、第十二届全国人民代表大会广西地区代表。
毕业于中国人民大学经济专业。加入中国国民党革命委员会。担任广西社会科学院区域发展研究所副所长。2008年起担任全国人大代表。2013年，担任全国人大代表。